# (6327) 1991 GP1
(6327) 1991 GP1 (1991 GP1, 1987 QV8) — астероїд головного поясу, відкритий 9 квітня 1991 року.
Тіссеранів параметр щодо Юпітера — 3,257.